# Leichtathletik-Länderkampf der Frauen 1961 Ghana – BR Deutschland
| 14. Leichtathletik-Länderkampf mit bundesdeutscher Beteiligung 1961 | 14. Leichtathletik-Länderkampf mit bundesdeutscher Beteiligung 1961 |               |
| ------------------------------------------------------------------- | ------------------------------------------------------------------- | ------------- |
|                                                                     |                                                                     |               |
| Ländervergleich der Frauen: Ghana – BR Deutschland                  |                                                                     |               |
| Austragungsort                                                      | Accra                                                               |               |
| Wettbewerbe                                                         | 8                                                                   |               |
| Datum                                                               | 14./15. Oktober 1961                                                |               |
| 1. FRG 2. GHA                                                       | 55 Punkte 24 Punkte                                                 |               |
| Chronik                                                             |                                                                     |               |
| ← GHA-FRG (M)                                                       | BRA-FRG (M) →                                                       | BRA-FRG (M) → |

Im vierzehnten Vergleich des Länderkampfjahres 1961 traten auch die bundesdeutschen Frauen gemeinsam mit den Männern in getrennter Wertung am 14./15. Oktober in Accra zu ihrem ersten Vergleich mit Ghana an. In den Wurfübungen konnte Ghana keine Teilnehmerinnen stellen. Deshalb war vorher vereinbart worden, dass hier nur Vorführungen der bundesdeutschen Athletinnen stattfinden. Hieran beteiligten sich Sigrun Grabert, Kriemhild Hausmann, Marlene Klein und Erika Strößenreuther. Darüber hinaus trat Ghana im Weitsprung nur mit einer Athletin an.

## Wettbewerbe und Modus
Die Maße der Streckenlängen in den Laufdisziplinen waren wie im Länderkampf der Männer außer im 80-Meter-Hürdenlauf auf das anglo-amerikanische System mit Yards und Meilen ausgerichtet. Aus den bei Länderkämpfen üblichen elf Wettbewerben fehlte neben den Wurf/Stoßdisziplinen ein entsprechendes Rennen zum 800-Meter-Lauf. Auf dem Programm stand zusätzlich zur 4-mal-110-Yards-Staffel eine 4-mal-220-Yards-Staffel. Insgesamt wurden so acht Wettbewerbe durchgeführt. Die Wertung erfolgte in allen Disziplinen nach dem Standardsystem.

## Ergebnis
In diesem Vergleich entschieden die bundesdeutschen Sportlerinnen alle Wettbewerbe für sich, vier davon mit Doppelerfolgen. So blieben die ghanaischen Leichtathletinnen chancenlos, Die Bundesrepublik Deutschland siegte hoch überlegen mit 55 zu 24 Punkten.

## Legende
Kurze Übersicht zur Bedeutung der Symbolik – so üblicherweise auch in sonstigen Veröffentlichungen verwendet:
| k. A. | keine Angabe |

## Resultate

### 100 Yards
| Platz | Athletin           | Land | Zeit (s) |
| ----- | ------------------ | ---- | -------- |
| 1     | Jutta Heine        | FRG  | 10,8     |
| 2     | Christiana Boateng | GHA  | 11,2     |
| 3     | Erika Fisch        | FRG  | 11,4     |
| 4     | Rose Hart          | GHA  | 11,6     |

Datum: 15. Oktober

### 220 Yards
| Platz | Athletin    | Land | Zeit (s) |
| ----- | ----------- | ---- | -------- |
| 1     | Jutta Heine | FRG  | 24,7     |
| 2     | Erika Fisch | FRG  | 26,0     |
| 3     | Rose Hart   | GHA  | 26,5     |
| 4     | G. Owusu    | GHA  | 29,3     |

Datum: 14. Oktober

### 440 Yards
| Platz | Athletin         | Land | Zeit (s) |
| ----- | ---------------- | ---- | -------- |
| 1     | Antje Gleichfeld | FRG  | 55,1     |
| 2     | Maria Jeibmann   | FRG  | 57,5     |
| 3     | F. Agyeiwah      | GHA  | 61,5     |
| 4     | Adisa Attah      | GHA  | 64,8     |

Datum: 15. Oktober

### 80 m Hürden
| Platz | Athletin       | Land | Zeit (s) |
| ----- | -------------- | ---- | -------- |
| 1     | Erika Fisch    | FRG  | 11,4     |
| 2     | Rose Hart      | GHA  | 11,8     |
| 3     | Vic Chinery    | GHA  | 12,2     |
| 4     | Maria Jeibmann | FRG  | 12,2     |

Datum: 15. Oktober

### 4 × 110 Yards Staffel
| Platz | Besetzung      | Land                                                  | Zeit (s) |
| ----- | -------------- | ----------------------------------------------------- | -------- |
| 1     | BR Deutschland | Erika Fisch Maria Jeibmann Helga Hoffmann Jutta Heine | 47,5     |
| 2     | Ghana          | keine Angabe                                          | 49,5     |

Datum: 14. Oktober

### 4 × 220 Yards Staffel
| Platz | Besetzung      | Land                                                       | Zeit (min) |
| ----- | -------------- | ---------------------------------------------------------- | ---------- |
| 1     | BR Deutschland | Helga Hoffmann Maria Jeibmann Antje Gleichfeld Jutta Heine | 1:39,8     |
| 2     | Ghana          | keine Angabe                                               | 1:40,6     |

Datum: 15. Oktober

### Hochsprung
| Platz | Athletin             | Land | Höhe (m) |
| ----- | -------------------- | ---- | -------- |
| 1     | Erika Strößenreuther | FRG  | 1,57     |
| 2     | Helga Hoffmann       | FRG  | 1,56     |
| 3     | Abiba Attah          | GHA  | 1,53     |
| 4     | Margaret Odoi        | GHA  | k. A.    |

Datum: 14. Oktober

### Weitsprung
| Platz | Athletin             | Land | Weite (m) |
| ----- | -------------------- | ---- | --------- |
| 1     | Helga Hoffmann       | FRG  | 6,01      |
| 2     | Erika Strößenreuther | FRG  | 5,42      |
| 3     | Nancy Anthony        | GHA  | 5,16      |

Datum: 15. Oktober
Ghana trat nur mit einer Teilnehmerin an.